# Axmanova technika modelování

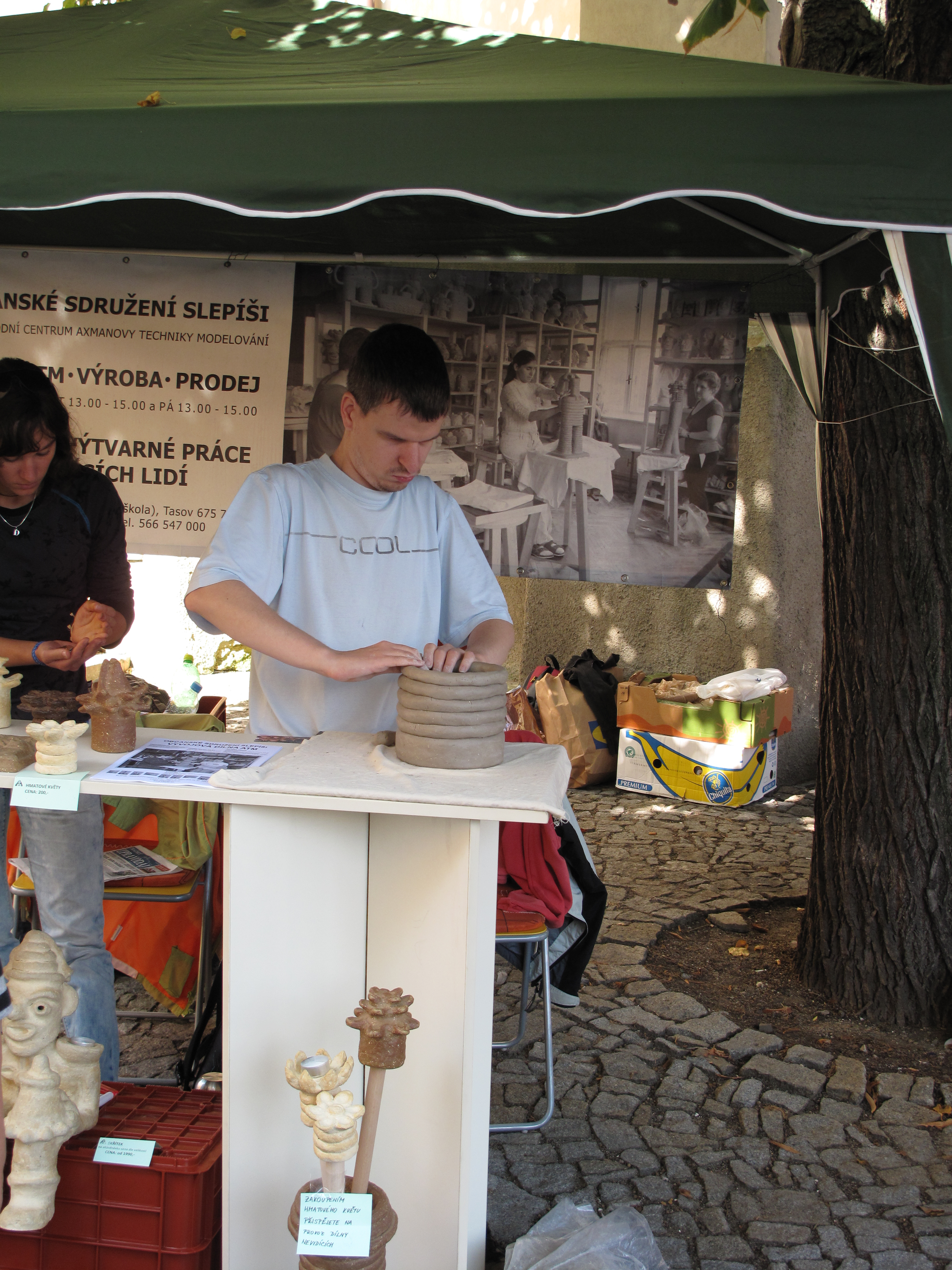
Modelování axmanovou technikou

Axmanova technika modelování je způsob práce s keramickou hlínou vhodný pro lidi s handicapem, typicky pro nevidomé nebo mentálně postižené.
Technika vychází z omezení osob s handicapem. Je proto založena na všeobecně rozšířených hmatových schopnostech, proporce vznikajícího díla si autor odvozuje od proporcí lidské ruky (velikost ruky a prstů). Tomuto způsobu se v technice říká hmatová matematika. Hlína se modeluje pouze dlaněmi a prsty bez keramických pomůcek a vody.
Techniku vynalezl v roce 2000 Štěpán Axman (*1956) a později si ji patentoval. V současné době ji vyučuje ve své škole v Tasově.